# Amr Mussa

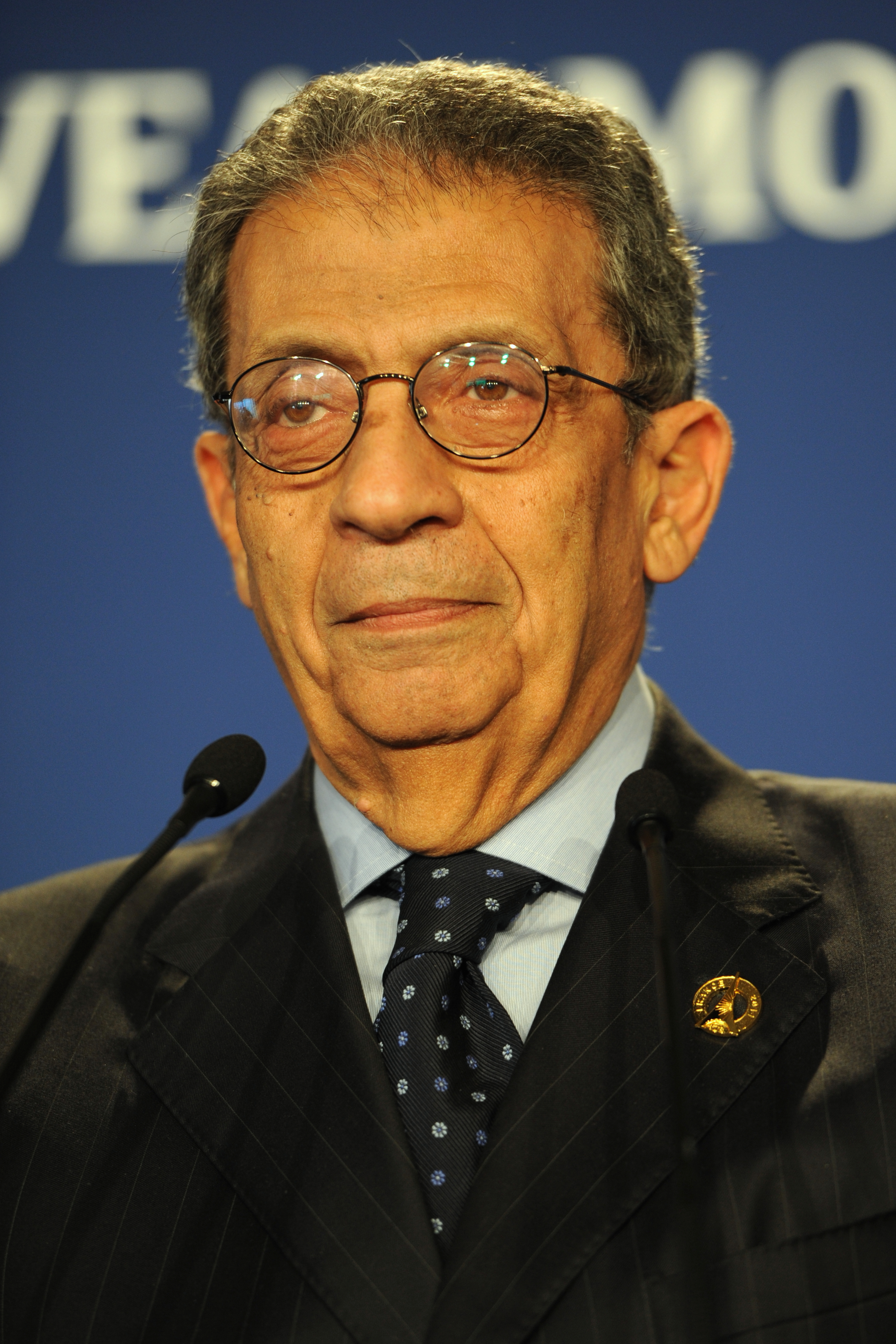
Amr Mussa (2011)

Amr Mussa (arabisch عمرو موسى ʿAmr Mūsā, oft auch Amr Musa oder Moussa geschrieben; * 3. Oktober 1936 in Kairo) ist ein ägyptischer Diplomat und Politiker. Von 2001 bis 2011 war er Generalsekretär der Arabischen Liga, zuvor war er Außenminister Ägyptens. Seit dem September 2012 ist er der Vorsitzende der neuen Konferenzpartei.

## Leben

### Ausbildung und Anfänge als Diplomat

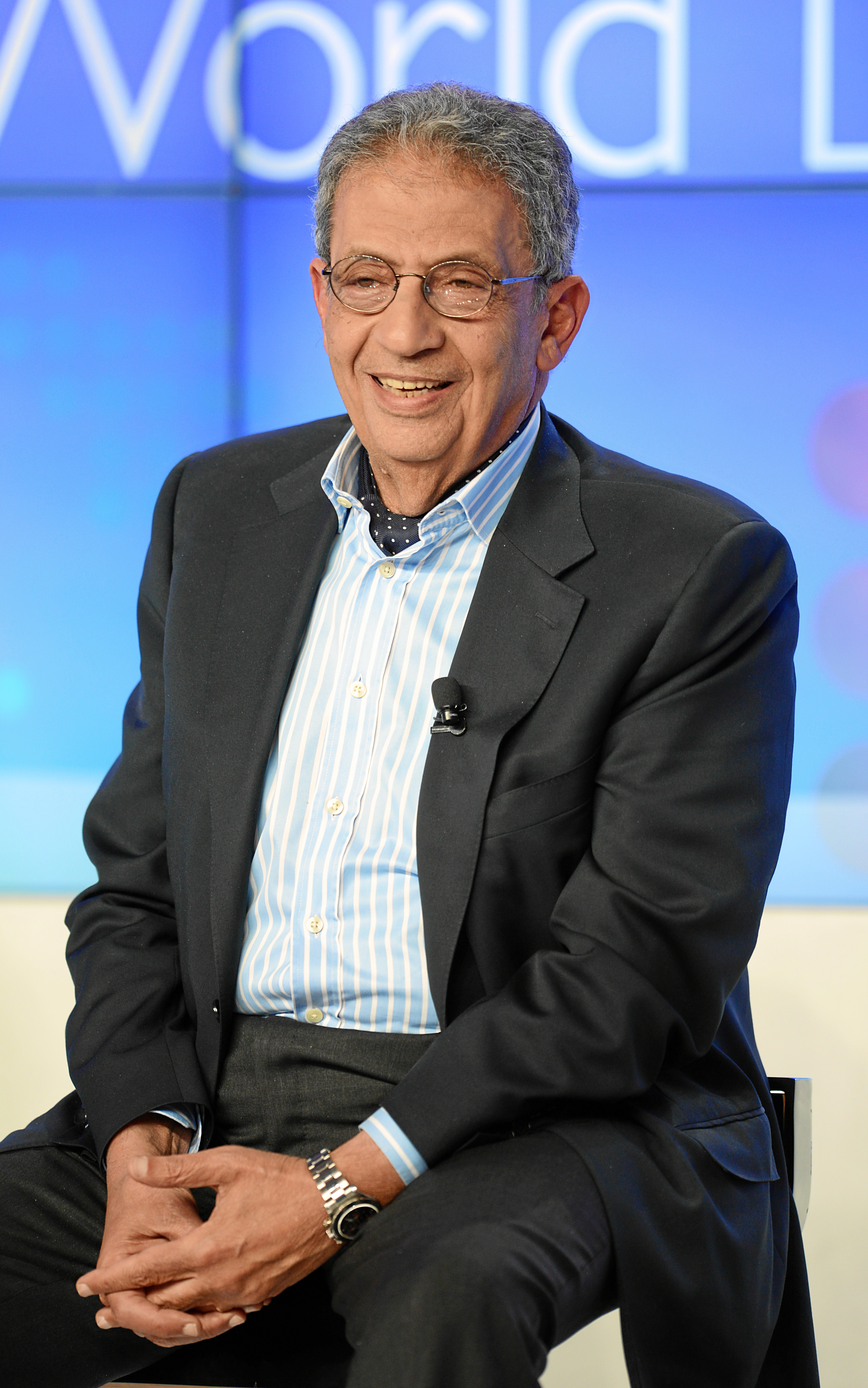
Moussa während des Weltwirtschaftsforums 2013

Mussa studierte bis 1957 an der Universität Kairo Rechtswissenschaft und schlug dann die Laufbahn eines Berufsdiplomaten ein. Zwischen 1958 und 1972 war er u. a. an den Botschaften in der Schweiz und bei den Vereinten Nationen. Anschließend war Mussa 1974 bis 1977 persönlicher Berater des Außenministers. Nach seiner Berufung zum Leiter der Abteilung für Internationale Organisationen im Außenministerium 1977 war er von 1981 bis 1983 stellvertretender Vertreter Ägyptens bei den Vereinten Nationen und von 1983 bis 1986 Botschafter in Indien. Anschließend kehrte er als Abteilungsleiter ins Außenministerium zurück und wurde 1990 zum ägyptischen Botschafter bei den Vereinten Nationen ernannt.

### Position als Außenminister und AL-Generalsekretär
In der Regierung unter Kamal al-Ganzuri wurde er 1991 zum Außenminister ernannt und blieb auf diesem Posten bis 2001. Während seiner Amtszeit war Mussa ein Kritiker der Vereinigten Staaten und deren Beziehungen zu Israel. 2001 wurde er zum Generalsekretär der Arabischen Liga berufen. Viele Kritiker des früheren ägyptischen Präsidenten Husni Mubarak vertreten die Ansicht, dass Mussas Ernennung zum Generalsekretär von Mubaraks Wunsch motiviert gewesen sei, den während seiner Zeit als Außenminister sehr populär (und damit zu einer potentiellen Konkurrenz für Mubarak) gewordenen Mussa in eine Position mit weniger öffentlicher Aufmerksamkeit zu drängen. Als Generalsekretär setzt er sich u. a. für ein Aufheben der israelischen Blockade des Gazastreifens ein.
Am 10. April 2011 forderte er eine Flugverbotszone für den Gazastreifen, um Angriffe der israelischen Luftwaffe zu stoppen. Er unterstützte die verhängte Flugverbotszone über Libyen um gegen ein „zunehmend menschenverachtendes Regime“ vorzugehen. Die Bombardierungen der NATO-Truppen kritisierte er jedoch als nicht zielführend für den Schutz der Zivilbevölkerung, unterstützt nach Angabe des britischen Außenministers aber weiterhin die Militäraktionen.

### Rolle in der Opposition und mögliche Präsidentschaftskandidatur
Vor der Präsidentschaftswahl von 2005 in Ägypten (die von Fälschungsvorwürfen überschattet war) wurde Mussa als möglicher Kandidat gehandelt, erklärte aber, dass er seine Amtsperiode als Generalsekretär der Arabischen Liga zu Ende führen wolle. Während der Revolution in Ägypten 2011 wurde er als möglicher Präsidentschaftskandidat der Opposition für die Nachfolge Mubaraks gehandelt. Am 26. Februar 2011 gab er bekannt, dass er für das Präsidentenamt kandidieren werde. Er verzichtete deshalb auf eine weitere Amtszeit als Generalsekretär der AL, am 15. Mai 2011 wurde der ägyptische Außenminister Nabil Elaraby zu seinem Nachfolger gewählt.
Innerhalb der Opposition wird Mussa kontrovers gesehen. Einerseits ist er weiterhin als Außenpolitiker populär und wird von vielen Ägyptern als erfahrener Staatsmann eingeschätzt. Andererseits wird er misstrauisch betrachtet wegen seiner Verbindungen zum alten Mubarak-Regime. Diese Verbindung wird von einigen Strategen im Ausland (die sich eher gegen eine deutliche Abkehr von der Mubarak-Politik wenden), etwa vom Council on Foreign Relations, hingegen als positiv für die Stabilität im Land angesehen. Nach Aussagen von Seymour Hersh im Februar 2011 wurde Mussa von US-Diplomaten als „Plan B“ für das Präsidentenamt favorisiert, falls Mubarak zurücktreten sollte. Das Arabic Network for Human Rights Information (ANHRI) (Teil der International Freedom of Expression Exchange) kritisierte außerdem, dass Mussa z. B. keine Unterstützung für die Proteste in Saudi-Arabien und Bahrain zeigte.
Beim Verfassungsreferendum in Ägypten 2011 sprach er sich gegen die Verfassungsänderungen aus, da diese nicht tiefgreifend genug für effektive Veränderungen in Ägypten seien, und plädierte für eine neue Verfassung. Damit wollte sich Mussa nach Ansicht vom Direktor des GIGA-Instituts für Nahost-Studien, Henner Fürtig, auch öffentlich vom alten Regime (und dem damit verbundenen Vorwurf der Nähe) distanzieren. Er erarbeitet 2013 im Auftrag der Übergangsregierung eine neue Verfassung.